# علم النفس الإداري
علم النفس الإداري هو دورة دراسية أو أحد المجالات المتفرّعة من مجال علم النفس أو علم الإدارة، ويركّز على فهم العمق النفسي للسلوك المؤسسي ككل، ولكن من منظور إداري.

## وصلات خارجية
- Managerial Psychology Introduction